# Cronos (film)
Cronos è un film horror del 1993 scritto e diretto da Guillermo del Toro e interpretato dall'attore argentino Federico Luppi e dall'attore americano Ron Perlman. Rappresenta il primo di una serie di film a cui Toro, Luppi e Perlman hanno collaborato.
Fu presentato nella Settimana internazionale della critica del 46º Festival di Cannes.

## Trama
Il film comincia con un prologo in cui si viene a sapere che l'alchimista Umberto Fulcanelli, nel 1530, dopo essere scampato all'Inquisizione si rifugiò a Veracruz. Lì, divenuto mastro orologiaio del viceré, creò un meccanismo capace di dare la vita eterna. Nel 1937 un palazzo crolla, uccidendo l'alchimista, che viene ritrovato con un cadaverico pallore e un pezzo di legno conficcato nel petto. Gli investigatori non hanno mai rivelato ciò che trovarono nella sua casa, ossia un cadavere appeso a testa in giù da cui colava il sangue che veniva raccolto in dei contenitori.
Messico. Nel presente un antiquario, Jesús Gris, scopre che la base di una statua di un arcangelo è cava e al suo interno trova un meccanismo vecchio di 450 anni. Attivando per sbaglio il meccanismo esso si rivela una specie di ragno meccanico che infilza le sue zampe nella carne dell'antiquario iniettando un misterioso liquido. Si vede, con una panoramica interna al meccanismo, che è presente un insetto all'interno che produce questo liquido, ma Gris verrà a sapere di questo particolare solo in seguito. Gris si sente pieno di vita e vigore, sembra ringiovanito. Nella notte si sente assetato e osservando una bistecca cruda ha la tentazione di mangiarla, scoprendosi attratto dal sangue, ma in un primo momento si rifiuterà di farlo.
Nel frattempo un ricco uomo d'affari, Dieter de la Guardia, che da anni sta cercando il meccanismo perché molto malato, manda il suo forzuto nipote Angel a comprare la statua dell'arcangelo nella bottega di Gris. Prima di vendergli la statua, Gris si era appropriato del ragno meccanico e la mattina seguente trova il suo negozio completamente devastato. Capisce che a fare ciò è stato Dieter de la Guardia. Recatosi da lui viene a sapere che il meccanismo ha la possibilità di allungare la vita e che de la Guardia ne era a conoscenza poiché aveva ritrovato anni prima un manoscritto originale dell'alchimista. Gris si rifiuta di consegnare a de la Guardia il meccanismo.
Durante una festa Gris si reca in bagno dove un uomo aveva perso sangue. Mentre sta leccando il sangue dal pavimento viene stordito da Angel che lo porta su un dirupo e lo spinge giù con la sua macchina poiché Gris si era rifiutato di dargli il meccanismo. Gris apparentemente morto sta per essere cremato, ma si risveglia e riesce a scappare. Si reca quindi a casa dove sua nipote, Aurora, lo porta in soffitta e lo mette a dormire in un baule poiché dimostra un'impossibilità di restare esposto alla luce solare.
Si dirige quindi di notte al quartier generale di de la Guardia dove, con l'aiuto della nipote cerca di recuperare il manoscritto dell'alchimista. De la Guardia si sveglia e parlando con Gris gli fa capire che egli è rinato e distruggendo il congegno avrebbe messo fine alla sua stessa vita. Tenta di uccidere Gris pugnalandolo al petto, ma viene fermato da Aurora che lo colpisce tramortendolo al suolo. L'arrivo di Angel segna la fine di de la Guarda poiché il nipote lo finisce essendo stanco dei suoi soprusi.
Dopo aver ucciso lo zio comincia ad inseguire Gris su per il tetto. Gris si butta di sotto con Angel uccidendolo. Potrebbe salvarsi ricorrendo al meccanismo, ma avrebbe bisogno del sangue della piccola Aurora. Ma, quando la nipote, muta in seguito alla perdita dei genitori, lo chiama "nonno", Gris rinsavisce e distrugge il meccanismo. Nella scena finale si vede Gris che sta morendo nel suo letto con accanto la nipote e la moglie.

## Riconoscimenti
- Festival di Cannes 1993
  - Premio Mercedes-Benz per il miglior film della Settimana della Critica
- Festival internazionale del cinema fantastico di Bruxelles - 1994
  - Corvo d'Argento a Guillermo del Toro
- Fantafestival - 1995
  - Premio per la miglior regia a Guillermo del Toro
- Premio Ariel - 1993
  - Premio Ariel per il miglior film